# Fitxa
|  | Per a altres significats, vegeu Fitxa (desambiguació) |

Una fitxa és una targeta de forma rectangular de cartolina o paper de fil resistent que es fa servir per a registrar i un resum de les dades sobre persones o coses i que permeten una classificació alfabètica o temàtica. Els desavantatges tècnics com manteniment manual, poca flexibilitat, molta mà d'obra per fer les fitxes, mantenir-les, actualitzar-les o de refer-les quan estan gastades, l'espai físic necessari per als fitxers van fer desaparèixer les fitxes ràpidament quan l'informàtica va crear les bases de dades.
Contenen dades d'identificació de qualsevol subjecte com per exemple persones, adreces, companyies, clients, d'obres, conceptes, idees, resums, síntesi, espècies, col·leccions…. Les bases de dades electròniques van reprendre la terminologia i de vegades les imatges de les antigues carpetes o mobles de fitxer per a crear les icones.

## Fitxa tècnica
La fitxa tècnica és un document en forma de sumari que conté la descripció de les característiques d'un objecte, material, procés o programa de manera detallada. Els continguts varien depenent del producte, servei o entitat descrita, però en general sol contenir dades com el nom, característiques físiques, la manera d'ús o elaboració, propietats distintives i especificacions tècniques.
La correcta redacció de la fitxa tècnica és important per garantir la satisfacció del consumidor, especialment en els casos on la incorrecta utilització d'un producte pot resultar en danys personals o materials o responsabilitats civils o penals.

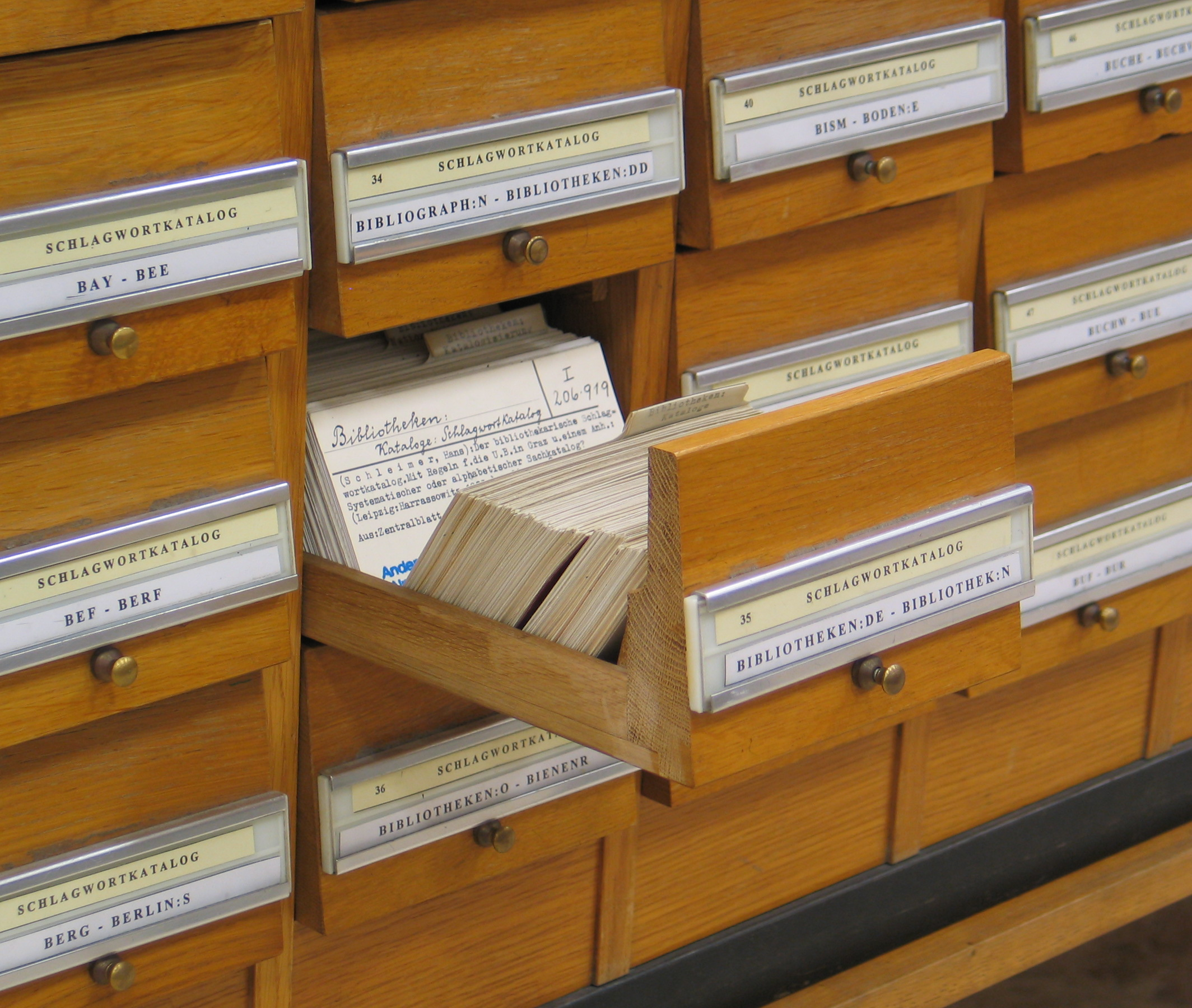
Fitxer amb calaixos de fitxes

## Fitxes d'inventaris d'objectes o de documents
Ja a l'època de les fitxes de cartró, les bibliotèques van assatjar d'estandartizar l'estructura i la tipografia de les fitxes. La informatització va augmentar aquesta necessitat per tal de facilitar l'intercanvi de la informatització. Un exemple d'estandardització informàtica és la fitxa utilitzada per a descarregar un fitxer a Commons: «Carrega». Que siguin els objectes d'un museu, els llibres, revistes i altres documents d'una biblioteca, arxius… cada aplicació necessita una fitxa apropiada.
El 2007, la Generalitat de Catalunya va publicar una Norma de Descripció Arxivística de Catalunya (NODAC) 2007 que està basada sobre la Norma Internacional General de Descripció Arxivística adoptada a Estocolm el 1999 pel Comité de Normes de Descripció del Consell Internacional d'Arxius. L'Organització Internacional per a l'Estandardització (ISO) va publicar una norma sobre la norma ISO 21127:2006 sobre la informació i la documentació del patrimoni cultural.

## Fitxes de persones
Per a fitxer de persones, l'estructura d'una fitxa depèn de les necessitats de l'ús: les fitxes de la policia de l'inventari de criminals necessiten altres camps que les fitxes d'un metge, d'una administració, d'un banc o d'una escola. Camps comuns sovint són adreça, data i lloc de naixement, número nacional ecc. La facilitat d'accés autoritzat o criminal a les fitxes informàtiques, per comparació amb els antics fitxes de cartró molt més fàcils per a protegir contra intrusions, va suscitar la qüestió de la protecció de les dades personals. Una altra mostra d'estandardització de fitxes personal és la introducció dels números bancaris IBAN al nivell europeu.